# Satoru Noda
Satoru Noda (jap. 野田 知 Noda Satoru; ur. 19 marca 1969) – japoński piłkarz.

## Kariera klubowa
Od 1991 do 2004 roku występował w klubach Yokohama Marinos, Avispa Fukuoka i Volca Kagoshima.

## Kariera reprezentacyjna
W 1988 roku został powołany do kadry na Puchar Azji.